# 淡路夢舞台
淡路夢舞台是位於兵庫縣淡路市自然之中的複合文化休閒設施。

## 概要
淡路島的東岸，有座能眺望海的高台，是建築師安藤忠雄的代表作，2000年舉辦的國際園藝・造園博「Japan Flora 2000」會場。
與緊鄰的國營明石海峽公園（淡路地區）、兵庫縣立淡路島公園、淡路交流翼港等地，一同構成淡路島國際公園都市。

## 設施
- 兵庫縣立淡路夢舞台國際會議場
- 淡路威斯汀渡假村＆會議中心
- 餐廳＆商店（瞭望台、橢圓廣場、圓形廣場）
- 淡路夢舞台温室 奇跡之星的植物館
- 百段苑
- 花木林苑
- 淡路夢舞台景觀步道
- 貝之濱
- 野外劇場（固定席2000席＋草地席1000席）
- 小劇場150席

## 概要
- 設計──安藤忠雄
- 敷地面積──約28ha
- 延床面積──約109,000m2
- 開業──2000年3月9日
- 所在地──兵庫縣淡路市夢舞台1番地
- 備考──獲得第42回BCS獎（2001年）

## 交通
- 從新神戶站，三之宮（MINT神戶一樓），搭乘西日本JR巴士和本四海峽巴士的大磯號，在淡路夢舞台前下車
- 從高速舞子，搭乘西日本JR巴士，本四海峽巴士和淡路交通，在淡路夢舞台前下車
- 從東浦IC，搭計程車10分鐘

## 週邊環境
- 國營明石海峽公園（緊鄰）
- 淡路大磯藝術山・大石可久也美術館（緊鄰淡路威斯汀，以林間的步道相通）
- 本福寺 - 真言宗別格本山，有安藤忠雄設計的水御堂。

## 相關連結
- 淡路夢舞台官方網站 （页面存档备份，存于）